# مارك سيكسما
مارك سيكسما (Mark Sixma) من مواليد 25 فبراير 1983.هو دي جي و منتج ألماني مختص في موسيقى الهاوس و ترانس. عمل سيكسما مع عدة فنانين مثل أرمين فان بيورن وفاروق سابينجي ودابليو & دابليو.

## روابط خارجية
- مارك سيكسما على موقع ميوزك برينز (الإنجليزية)
- مارك سيكسما على موقع ديسكوغز (الإنجليزية)